# Středomoravský župní přebor 1991/1992
V soubojích 4. ročníku Středomoravského župního přeboru 1991/92 (jedna ze skupin 5. fotbalové ligy) se utkalo 14 týmů každý s každým dvoukolovým systémem podzim–jaro. Tento ročník začal v srpnu 1991 a skončil v květnu 1992.
Byl to první ročník Středomoravského župního přeboru po devatenáctileté odmlce.

## Nové týmy v sezoně 1991/92
- Z Divize D 1990/91 sestoupilo do Středomoravského župního přeboru mužstvo TJ Zbrojovka Vsetín.
- Z Jihomoravského krajského přeboru 1990/91 přešlo mužstvo VTJ Sigma Hodonín „B“.
- Z I. A třídy Jihomoravského kraje – sk. B 1990/91 postoupila mužstva TJ Spartak MEZ Brumov, FC TVD Slavičín, TJ Sokol Trnava, TJ Bystřice pod Hostýnem, TJ Štítná nad Vláří, TJ Sokol Újezdec-Těšov a TJ JZD AK Slušovice „B“.[1]
- Ze Severomoravského krajského přeboru 1990/91 přešla, nebo ze skupin I. A třídy Severomoravského kraje 1990/91 postoupila mužstva TJ Tatran Janová, TJ Vigantice, TJ Gumárny Zubří, TJ MEZ Vsetín a TJ Start Stavba Vsetín-Lhota.[1]

## Konečná tabulka
Zdroj: 
| Poř. | Tým                          | Z  | V  | R | P  | VG | OG | B  |
| ---- | ---------------------------- | -- | -- | - | -- | -- | -- | -- |
| 1.   | FC TVD Slavičín              | 26 | 20 | 4 | 2  | 71 | 21 | 44 |
| 2.   | TJ Zbrojovka Vsetín (S)      | 26 | 20 | 1 | 5  | 84 | 27 | 41 |
| 3.   | TJ Vigantice                 | 26 | 14 | 5 | 7  | 57 | 27 | 33 |
| 4.   | TJ Sokol Trnava              | 26 | 13 | 5 | 8  | 40 | 37 | 31 |
| 5.   | TJ Štítná nad Vláří          | 26 | 12 | 4 | 10 | 29 | 36 | 28 |
| 6.   | TJ Tatran Janová             | 26 | 11 | 4 | 11 | 46 | 34 | 26 |
| 7.   | TJ MEZ Vsetín                | 26 | 11 | 4 | 11 | 48 | 45 | 26 |
| 8.   | VTJ Sigma Hodonín „B“        | 26 | 9  | 7 | 10 | 32 | 40 | 23 |
| 9.   | TJ Sokol Újezdec-Těšov       | 26 | 11 | 2 | 13 | 44 | 46 | 24 |
| 10.  | TJ Gumárny Zubří             | 26 | 10 | 4 | 12 | 39 | 45 | 24 |
| 11.  | TJ Spartak MEZ Brumov        | 26 | 8  | 5 | 13 | 35 | 52 | 21 |
| 12.  | TJ DAK MOVA Bratislava „B“   | 26 | 6  | 4 | 16 | 24 | 69 | 16 |
| 13.  | TJ Start Stavba Vsetín-Lhota | 26 | 6  | 4 | 16 | 28 | 55 | 16 |
| 14.  | TJ Bystřice pod Hostýnem     | 26 | 4  | 1 | 21 | 23 | 64 | 9  |

Poznámky:
- Z = Odehrané zápasy; V = Vítězství; R = Remízy; P = Prohry; VG = Vstřelené góly; OG = Obdržené góly; B = Body; (S) = Mužstvo sestoupivší z vyšší soutěže

|  | Postup do Divize D 1992/93                                               |
|  | Odhlášení B-mužstva v souvislosti s přeřazením A-mužstva do této soutěže |
|  | Sestup do I. A třídy Středomoravské župy – sk. A 1992/93                 |